# 1939 dans les chemins de fer
Chronologie des chemins de fer
1938 dans les chemins de fer - 1939 - 1940 dans les chemins de fer

## Évènements

### Février
- 6 février, France : fermeture complète de la ligne de Dijon-Ville à Épinac au service des voyageurs.

### Mai
- 15 mai, France : fermeture du tronçon Saint-Rémy-lès-Chevreuse - Limours remplacé par un service d'autocars.

### Août
- Début août, France : fermeture de la station Liège du métro de Paris dans le cadre du plan gouvernemental prévoyant un service réduit sur le réseau métropolitain[1].

### Septembre
- Septembre, France : fermeture partielle du trafic voyageurs sur la ligne d'Ouest-Ceinture à Chartres.
- 2 septembre, France : fermeture définitive des stations Arsenal et Croix-Rouge du métro de Paris.
- 15 septembre, France : fermeture du service voyageurs sur la ligne de Châtellerault à Launay[2].

### Octobre
- 9 octobre, Allemagne : mise en service de la gare souterraine Potsdamer Platz à Berlin.